# Station Hesedorf
Station Hesedorf (Bahnhof Hesedorf) is een spoorwegstation in de Duitse plaats Hesedorf, in de deelstaat Nedersaksen. Het station ligt aan de spoorlijn Bremerhaven-Wulsdorf - Buchholz en de spoorlijn Hesedorf - Stade. Het station telt twee perronsporen, waarvan één aan een eilandperron.
Op het station stoppen alleen treinen van de EVB. Het station is niet in beheer bij DB Station&Service AG, maar in beheer bij de EVB. Hierdoor is het station niet gecategoriseerd. 

## Treinverbindingen
De volgende treinserie doet station Hesedorf aan:
| Serie | Treinsoort         | Route                                                                              | Bijzonderheden |
| ----- | ------------------ | ---------------------------------------------------------------------------------- | -------------- |
| RB 33 | Regionalbahn (EVB) | Buxtehude – Hesedorf – Bremervörde – Bremerhaven Hbf – Bremerhaven-Lehe – Cuxhaven |                |

Op het station stoppen tijdens de zomer ook treinen onder de noemer Moorexpress. Deze treinen rijden met historisch materieel van Bremen Hbf via Osterholz-Scharmbeck, Bremervörde en Hesedorf naar Stade.